# Comitatul Borsod
Comitatul Borsod, cunoscut și ca Varmeghia Borsod (în maghiară Borsod vármegye, în germană Komitat Borsod sau Borschod, în latină Comitatus Borsodiensis), a fost o unitate administrativă a Regatului Ungariei și a Republicii Ungare din 1876 și până în 1950. După cel de-Al Doilea Război Mondial, comitatul Borsod a fost unit cu părțile ungurești ale comitatelor Abaúj-Torna și Zemplén, fiind format județul Borsod-Abaúj-Zemplén. În prezent, teritoriul fostului comitat se află în nord-estul Ungariei. Capitala comitatului a fost orașul Miskolc (în maghiară Miskolc, în germană Mischkolz, în slovacă Miškovec).

## Geografie
Comitatul Borsod se învecina la nord cu comitatele Abaúj-Torna și Gömör-Kishont, la vest și sud-vest cu Comitatul Heves, la sud cu Comitatul Hajdú și la est cu comitatele Szabolcs și Zemplén. Râul Tisa formează granița sa sud-estică, iar râul Sajó curge pe teritoriul comitatului. Suprafața comitatului în 1910 era de 3.629 km², incluzând suprafețele de apă.

## Istorie
Comitatele Borsod este unul dintre cele mai vechi comitate ale Regatului Ungariei, fiind fondat în secolul al XI-lea. El a fost denumit după locul de reședință al căpeteniilor de regiuni. Numele Bors a dat numele burgului Borsod, care a fost încorporat la începutul secolului al XX-lea în orășelul Edelény. Numele cetății a stat la baza numelor mai multor comitate ungurești, mai târziu reședința comiților a devenit castelul Diósgyőr, iar ca urmare a unei hotărâri din 1724 a fost mutată în orașul Miskolc.
Limita administrativă a comitatului a rămas aproape neschimbată de la începutul secolului al XIV-lea, atunci când comitatul Torna a fost separat de comitat, însă după Bătălia de la Mohács din secolul al XVI-lea a fost ocupat de turci, care au părăsit acest teritoriu în 1687.
În secolul al XIX-lea au avut loc corecturi minore de frontieră; localitățile Szőlőske, Cegléd, Tihamér, Almagyar, Felnémet și Bekölce (astăzi acestea sunt suburbii ale orașului Eger) au fost alipite prin 1807 și 1812 comitatului vecin Heves și în compensație pentru localitățile Egerfarmos, Ivánka, Szőkepuszta și moara din Kistálya din comitatul Borsod. În 1850 au fost adăugate din nou unele localități din comitatele din jur, localitățile Andornak, Kistálya și Felsőtárkány au devenit părți ale comitatului Heves, localitățile Domaháza și Sikátor părți ale comitatului Gömör-Kishont, Onga (din comitatul Abaúj-Torna) și Külsőböcs (din comitatul Zemplén) au devenit părți ale comitatului Borsod.
În 1907, orașul Miskolc a fost ridicat la rangul de oraș regal liber și, prin urmare, nu a mai făcut parte de jure din teritoriul administrativ al comitatului.
În 1918, teritoriul Ungariei s-a redus considerabil, iar comitatul Borsod a fost unit în 1924 cu porțiuni ale comitatelor Gömör-Kishont și Abaúj-Torna fiind format comitatul Borsod-Gömör-Kishont. Această unire a fost anulată după Primul arbitraj de la Viena, apoi după sfârșitul celui de-al doilea război mondial, în 1945, a fost refăcută cu denumirea de Comitatul Borsod-Gömör. Prin reforma administrativă din 16 martie 1950 au fost adăugate și porțiuni din comitatele Zemplén și Abaúj-Torna, fiind format județul Borsod-Abaúj-Zemplén.

## Demografie
În 1910, populația comitatului era de 289.492 locuitori, dintre care: 
- Maghiari -- 281.871 (97,36%)
- Slovaci -- 4.115 (1,42%)
- Germani -- 2.379 (0,82%)

După confesiunea religioasă, populația era împărțită astfel:
- Romano-catolici -- 160.699 (55,51%)
- Reformați (calvini) -- 88.856 (30,69%)
- Evrei -- 18.346 (6,33%)
- Greco-catolici -- 14.086 (4,86%)
- Evanghelici (luterani) -- 7.299 (2,52%)

## Subdiviziuni

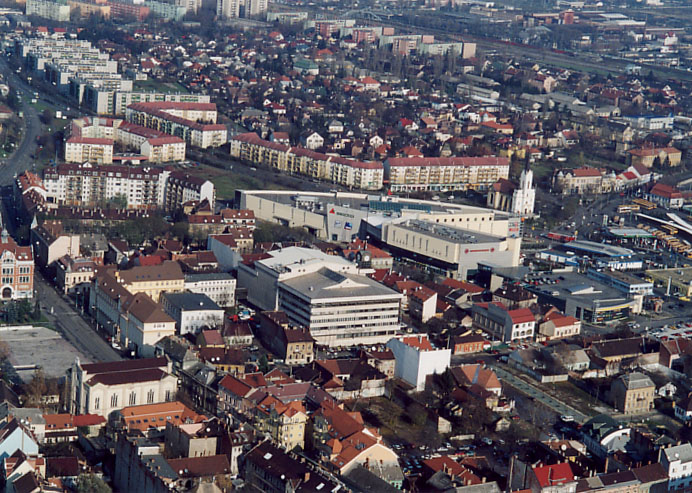
Miskolc - fotografie aeriană

La începutul secolului al XX-lea, subdiviziunile comitatului Borsod erau următoarele:
| Districte (járás)                            | Districte (járás) |
| District                                     | Capitală          |
| -------------------------------------------- | ----------------- |
| Edelény                                      | Edelény           |
| Mezőcsát                                     | Mezőcsát          |
| Mezőkövesd                                   | Mezőkövesd        |
| Miskolc                                      | Miskolc           |
| Ózd                                          | Ózd               |
| Sajószentpéter                               | Sajószentpéter    |
| Comitate urbane (törvényhatósági jogú város) |                   |
| Miskolc                                      |                   |